# Réserve naturelle régionale du vallon de Fontenelay
La réserve naturelle régionale du vallon de Fontenelay (RNR221) est une réserve naturelle régionale située en Bourgogne-Franche-Comté. Classée en 2010, elle occupe une surface de 41,6 hectares et protège un ensemble de pelouses marneuses et de bas marais dans les monts de Gy.

## Localisation

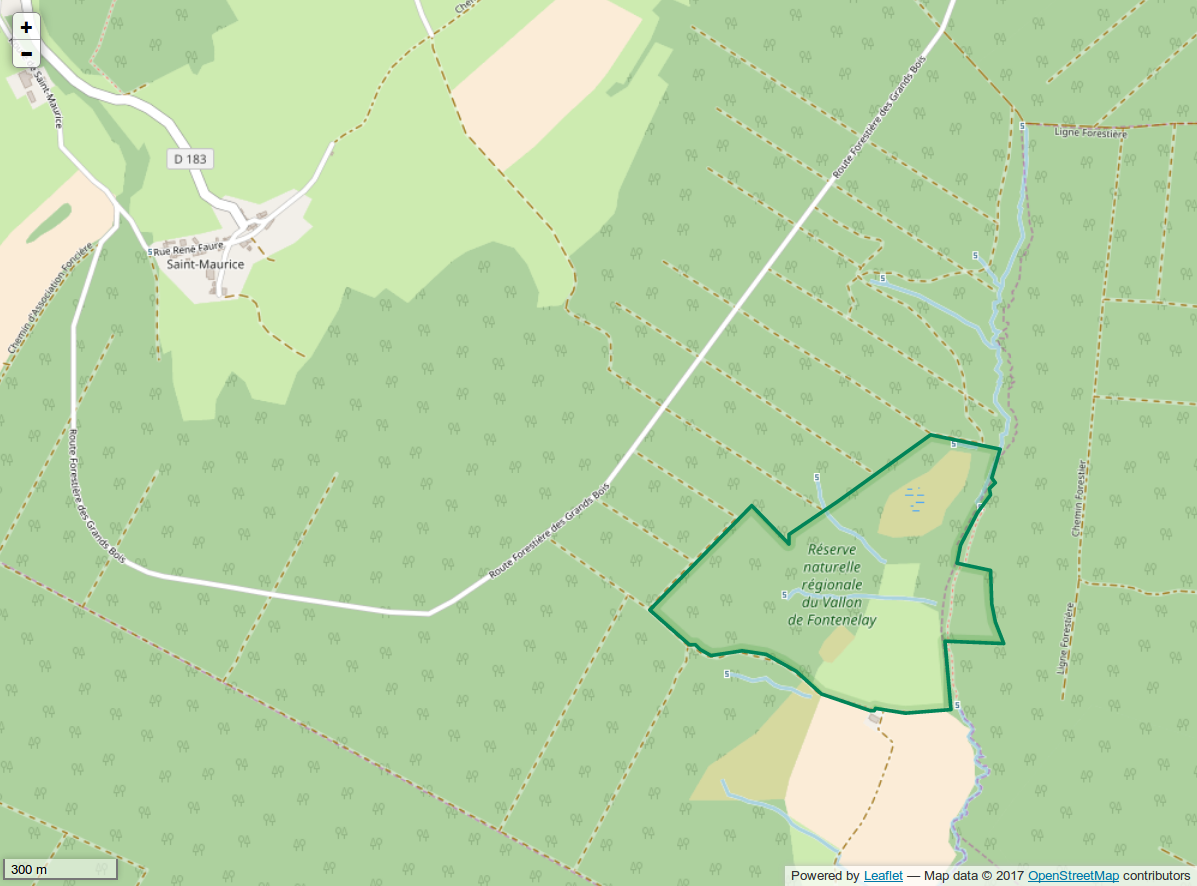
Périmètre de la réserve naturelle.

Le territoire de la réserve naturelle est dans le département de la Haute-Saône, sur les communes de Bucey-lès-Gy et Montboillon entre Gy et Audeux et à 25 km au nord de Besançon. À l'extrémité nord du vallon de Fontenelay, il est constitué d'un versant exposé à l'est et irrigué par des suintements qui alimentent un ruisseau en partie souterrain. L'altitude est d'environ 300 m.

## Histoire du site et de la réserve
Ce territoire est la propriété de la Fédération régionale de protection de la nature France Nature Environnement Franche Comté (FNE FC). Le site était géré jusqu'en 2012 par la fédération qui organisait des chantiers de bénévoles. En 2012, le conseil d'administration de la Fédération demande le classement en RNR et signe une convention pour confier la gestion de cette propriété au Conservatoire d'espaces naturels de Franche Comté qui a rédigé le plan de gestion

## Écologie (biodiversité, intérêt écopaysager…)

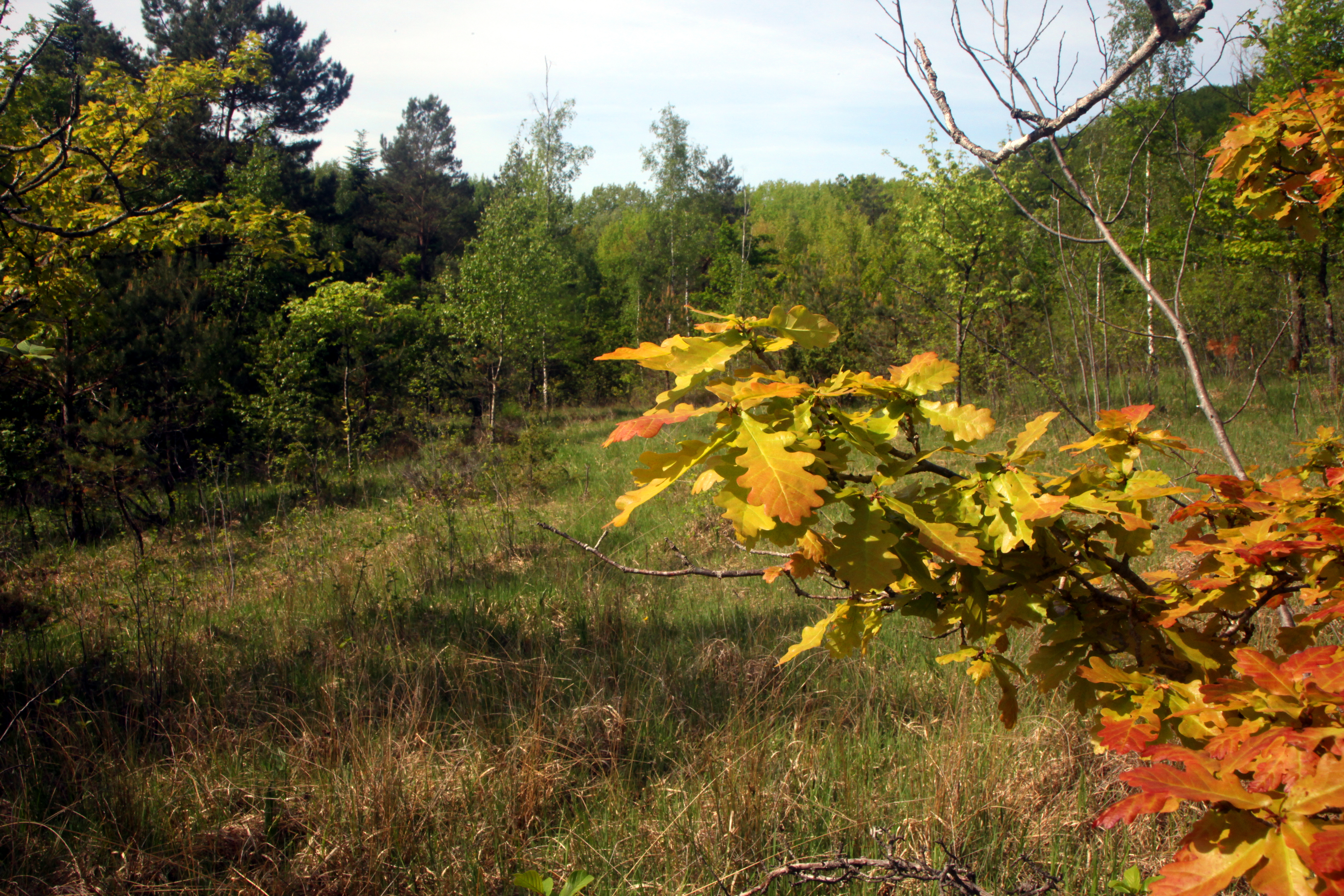
Chêne dans la pelouse sèche

Au cœur d'un vaste massif forestier, le site est constitué de parcelles boisées, de pelouses marnicoles, de prairies et d'un bas-marais alcalin. On note ainsi la présence de milieux semi-ouverts secs et humides au sein de forêts de feuillus.

### Géologie
Le massif des monts de Gy est composé de calcaires durs mais le sous-sol marno-calcaire du site forme une couche imperméable qui isole la pelouse marneuse de son substrat. Les précipitations réapparaissent sous forme de suintements qui alimentent le bas-marais alcalin de pente.

### Flore

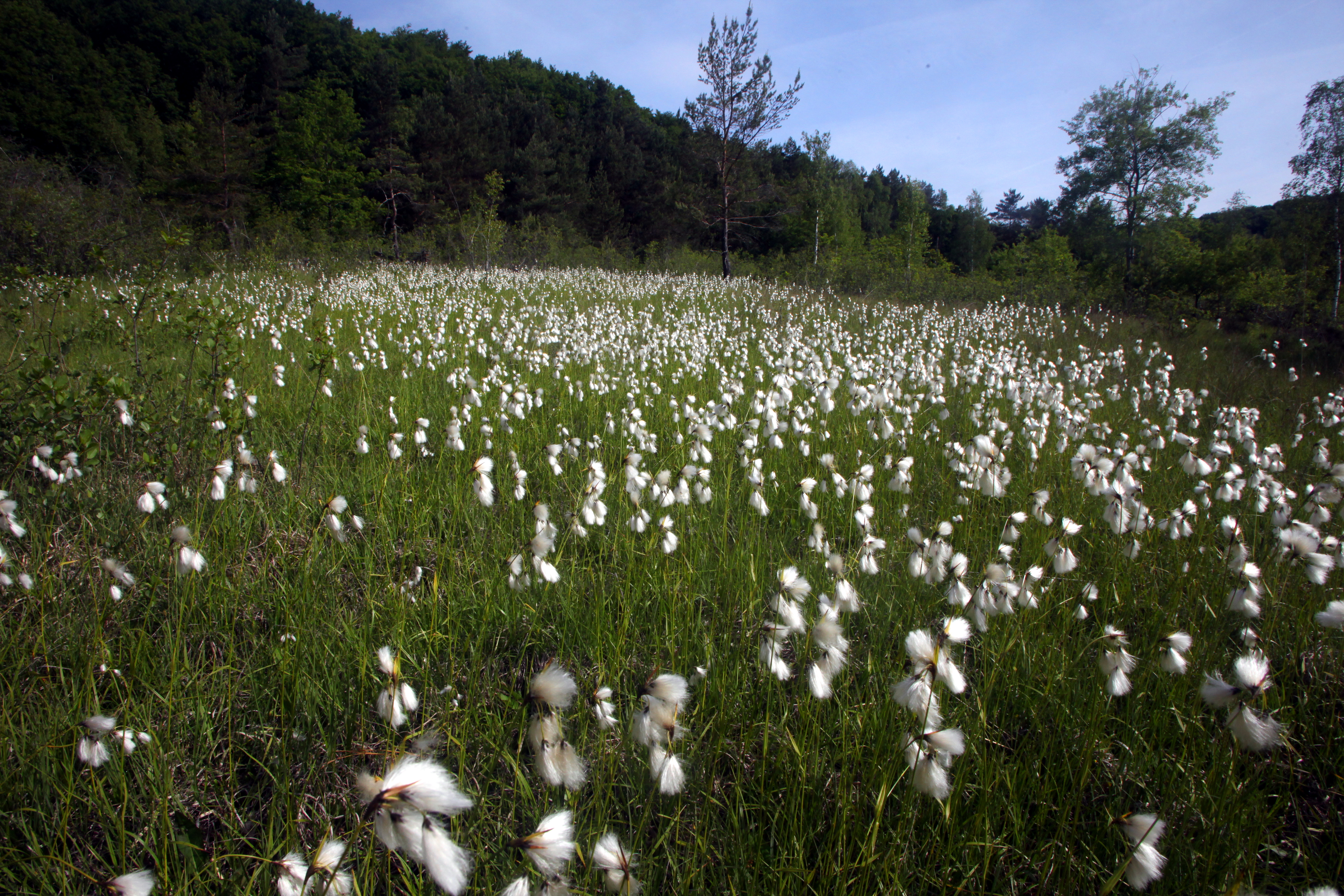
Champ de linaigrettes.

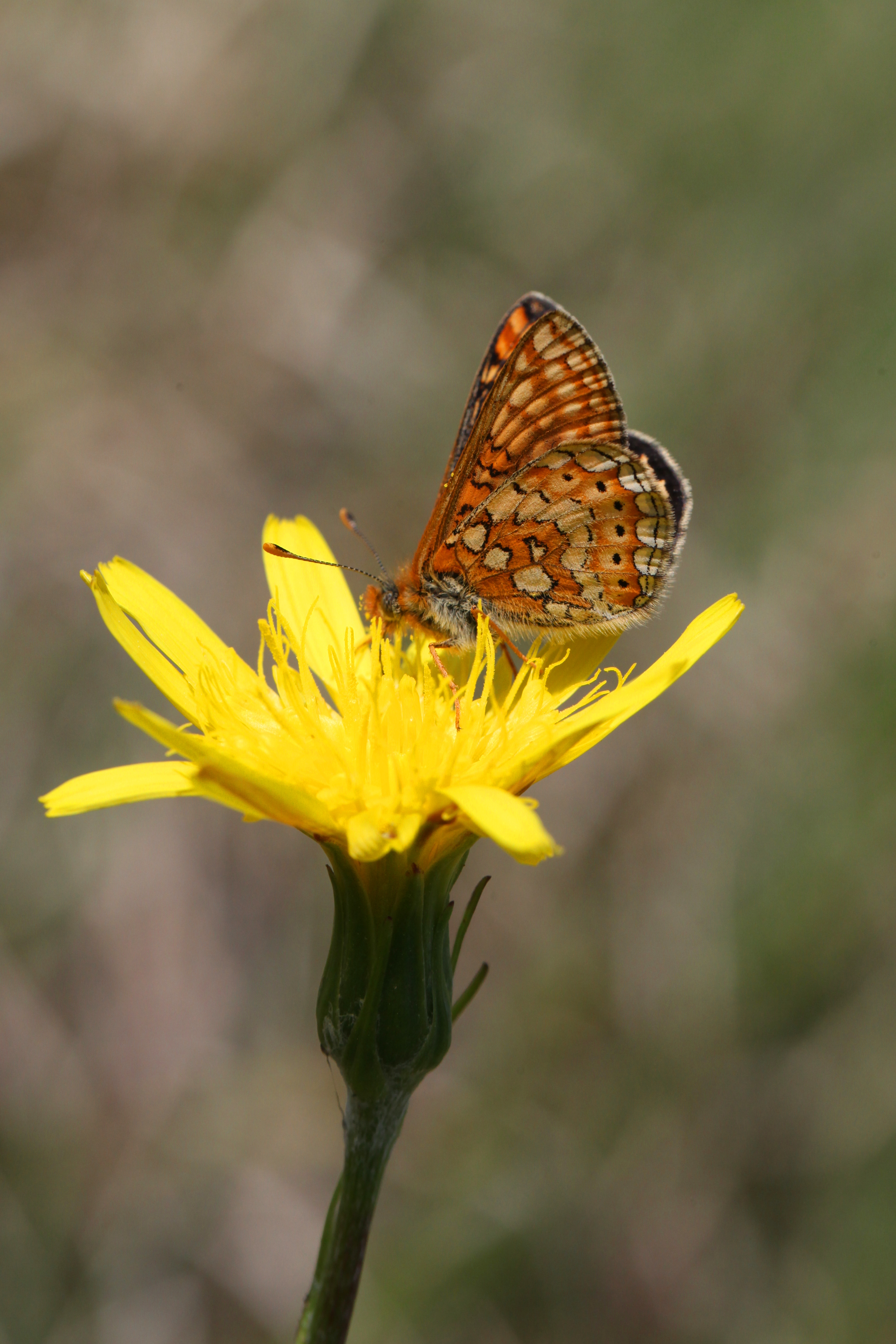
Damier de la succise.

La flore du site compte plus de 165 espèces dont une vingtaine d'espèces d'orchidées comme l'Ophrys abeille ou l'Épipactis des marais. On y trouve également l'Ophioglosse vulgaire, la Gentiane ciliée et la Gentiane d'Allemagne, la Blackstonie perfoliée et la Laiche de Host.

### Faune
L'avifaune du site compte 57 espèces parmi lesquelles l'Alouette lulu, la Pie-grièche écorcheur, la Mésange noire et la Mésange huppée, la Gélinotte des bois. 
On y trouve 12 espèces de reptiles, amphibiens et poissons dont la Salamandre tachetée, le Sonneur à ventre jaune et le Chabot.
Parmi les invertébrés, on note la présence de l'Ascalaphe soufré, du Cuivré des marais, du Damier de la succise, du Lucane cerf-volant, de l'Orthétrum bleuissant et du Criquet ensanglanté.

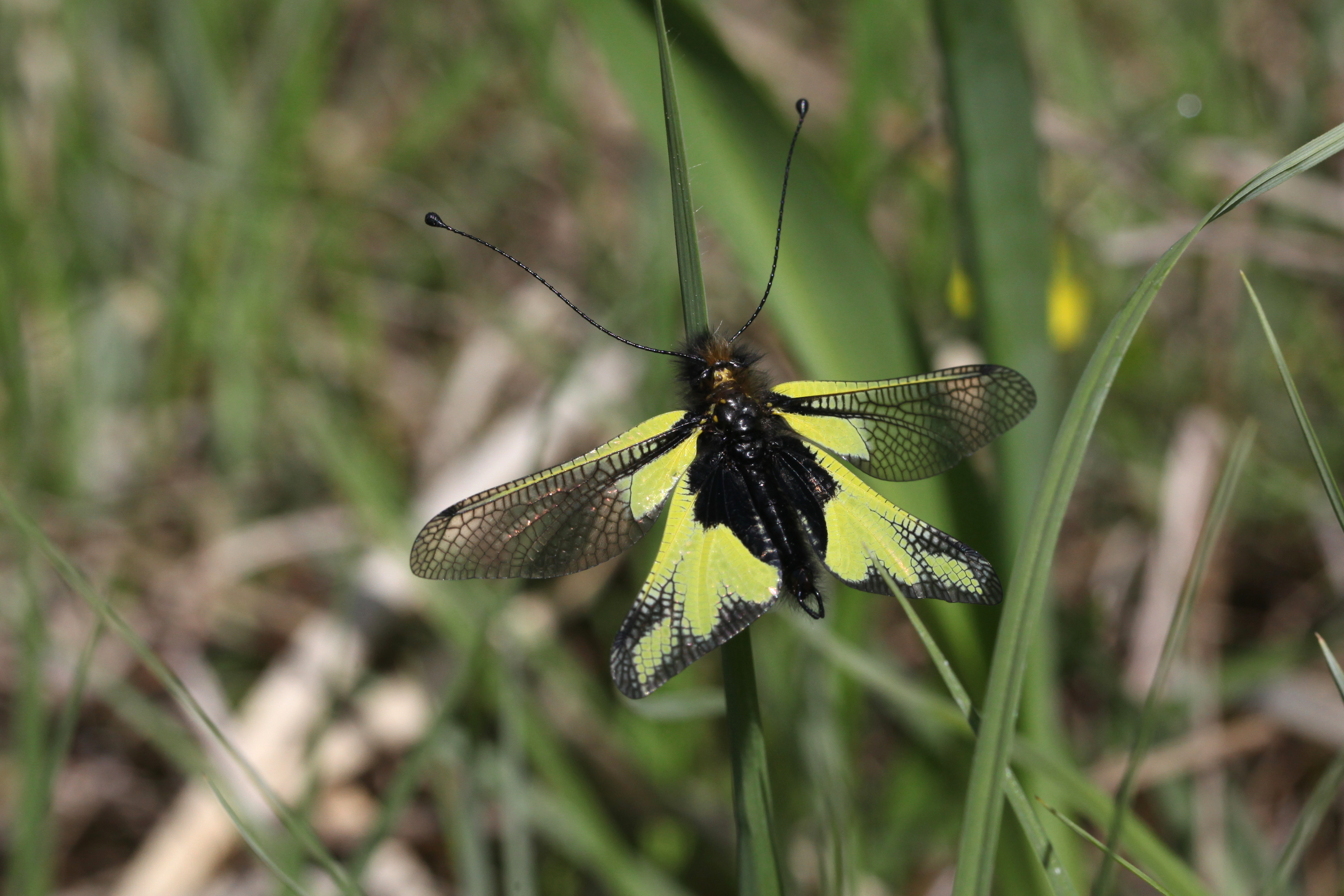
Ascalaphe soufré

Le ruisseau des Merles abrite une petite population d'Écrevisse à pattes blanches.

## Intérêt touristique et pédagogique
Des visites sont organisées par l'office de tourisme des monts de Gy.

## Administration, plan de gestion, règlement
La réserve naturelle est gérée par le Conservatoire d'espaces naturels de Franche-Comté.

### Outils et statut juridique
La réserve naturelle a été créée par une délibération du 28 mai 2010 pour une durée de 10 ans renouvelable.
Le site fait également partie des zonages suivants :
- ZNIEFF de type I no 01580009 « Vallon de Fontenelay » (183 ha)
- ZNIEFF de type II  no 01580000 « Monts de Gy ».